# 林和太郎
林 和太郎（はやし わたろう、1869年（明治2年） - 没年不詳）は、明治期の官僚、帝国鉄道庁参事。

## 経歴
筑前国（現・福岡県福岡市）生まれ。福岡中学を経て、1892年（明治25年）慶應義塾大学部理財科を卒業し、福岡新報の前身である福陵新報に入社。小幡篤次郎のすすめで山陽鉄道に入り、1906年（明治39年）、鉄道が国有化するにしたがって帝国鉄道庁入りし、運輸部勤務。

## 栄典
- 1919年（大正8年）6月30日 - 正四位[1]